# Z 3 Max Schultz
Le Z 3 Max Schultz est un destroyer de la Classe Type 1934 de la Kriegsmarine.
Le nom du navire est un hommage au capitaine de corvette Max Schultz, mort durant la Première Guerre mondiale lors d'une bataille contre les Britanniques sur le torpilleur V 69 le 23 janvier 1917.

## Histoire
Le 27 août 1939, le Max Schultz éperonne dans la nuit à l'est de Bornholm le torpilleur Tiger, qui coule à pic. L'équipage est récupéré par le destroyer. Ce dernier est gravement endommagé et doit être tracté par son sister-ship, le Georg Thiele, jusqu'à Świnoujście. Les travaux sont faits par Stettiner Oderwerke.
Pendant la Seconde Guerre mondiale, le bateau est principalement utilisé dans la mer du Nord pour la pose de mines ou la guerre commerciale.
Le destroyer prend part le 22 février 1940 à l'opération Wikinger dans le Dogger Bank, en compagnie des autres destroyers Leberecht Maass, Richard Beitzen, Erich Koellner, Theodor Riedel et Friedrich Eckoldt, pour poser des mines près des côtes anglaises. La flottille est attaquée par erreur par un Heinkel He 111, la Luftwaffe n'étant pas informée de l'opération. Lors des manœuvres d'évitements, le Leberecht Maass percute une mine anglaise et coule. En allant récupérer l'équipage, le Max Schultz touche de même une mine et coule peu après l'explosion. L'ensemble de l'équipage de 308 hommes trouve la mort.

## Commandement
- Du 8 avril 1937 au 24 octobre 1938 : Korvettenkapitän Martin Baltzer (de)
- Du 25 octobre 1938 au 22 février 1940 : Fregattenkapitän Claus Trampedach